# Fabricant d'automòbils
Un fabricant d'automòbils és una empresa del sector de l'automoció que es dedica principalment a dissenyar, fabricar i comercialitzar automòbils.
La majoria dels fabricants són només assembladors, és a dir, que les seves fàbriques només fan el muntatge de les peces produïdes per altres fabricants de components en qui deleguen les tasques de disseny i fabricació d'elements o subconjunts de peces dels vehicles.
Els principals fabricants són empreses de dimensió internacional. No obstant això, malgrat les seves dificultats per mantenir-se en competència contra els principals fabricants i els seus conglomerats, algunes petites empreses, sovint especialitzades, han aconseguit subsistir. Altres han desaparegut al llarg de la història de l'automòbil, deixant empremta però, amb l'aportació de novetats estètiques o tècniques memorables.
La major concentració dels constructors de grans grups internacionals tenen el seu origen als Estats Units o Europa Occidental (Alemanya, França i Itàlia) o a l'Extrem Orient (Japó i Corea del Sud i, en menor mesura, Malàisia). A la Xina o l'Índia, hi ha una indústria que produeix sota llicència, però tenint en compte l'impuls econòmic d'ambdós països, és previsible un creixement de fabricants nacionals i independents.
Alhora els principals fabricants treballen amb diferents marques. La més gran en termes de producció anual és la General Motors, seguida de Toyota i Ford Motor Company, tot i que Toyota es preveu que arribi al lloc ú a finals del 2007. La més rendible en termes benefici per automòbil ha estat Porsche degut als seus preus elevats. El 2005, 67 milions d'automòbils (cotxes i camions lleugers) van ser produïts arreu del món.

## Empreses globals
Tot i que les seus de les empreses de major volum de producció es concentren en un nombre reduït de països, les seves plantes de producció estan distribuïdes en molts altres països arreu del món. Les raons per aquesta deslocalització poden incloure costos laborals, quotes polítiques per poder vendre en certs països i tarifes d'importació. Un exemple és el 25% d'impost d'importació que s'aplica als "pick-up" de fabricació no americana importats als Estats Units. El resultat és que els fabricants han hagut de crear plantes d'assemblatge als Estats Units, Canadà i Mèxic per evitar aquest impost.